# Allenbatrachus
Allenbatrachus là một chi cá mao ếch được tìm thấy ở Ấn Độ Dương và tây Thái Bình Dương.

## Các loài
Có ba loài được công nhận trong chi này:
- Allenbatrachus grunniens (Linnaeus, 1758) (Cá mao ếch, cá mặt quỷ)
- Allenbatrachus meridionalis D. W. Greenfield & W. L. Smith, 2004
- Allenbatrachus reticulatus (Steindachner, 1870)